# Бангерт (Північна Голландія)
Бангерт (нід. Bangert) — селище в нідерландській провінції Північна Голландія. Входить до муніципалітету Медемблік.
Його площа становить 0,73 км², а населення станом на 2021 рік складало 1 370 осіб.
Андійк приєднав до себе Бангерт, Керкбуурт і Муннікій, які зараз вважаються районами Андійка. У 2011 році він став частиною муніципалітету Медемблік.